# Musée national d'Art moderne

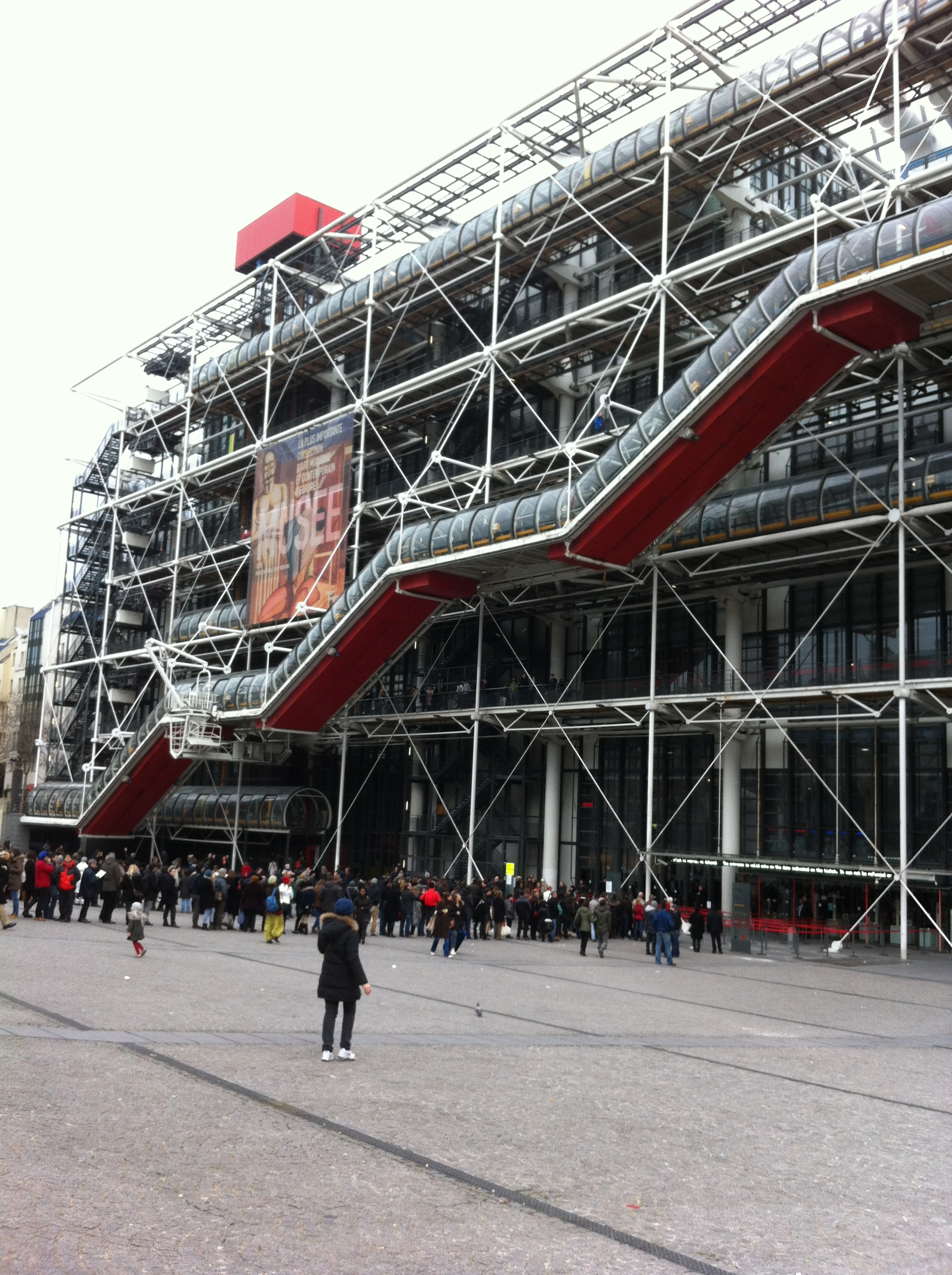
O Centro Georges-Pompidou.

O Musée national d'Art moderne faz parte do Centro Georges Pompidou, em Paris. Esta parte das atividades do centro abrange dois pisos, com uma área total de 14.000 m², e possui um acervo de aproximadamente 110.000 obras, das quais apenas uma fração pode ser exposta em simultâneo.
O museu foi inaugurado em 1947 no Palais de Tokyo. Começou com doações de artistas e colecionadores particulares. O acervo tem crescido constantemente desde então, tanto através de doações como de aquisições próprias. Transferiu-se para o Centro Pompidou em 1977. Starck, Nouvel e Perrault são responsáveis pela arquitetura e design.
A coleção é a segunda maior do mundo, depois do Museu de Arte Moderna. A exposição é geralmente revista a cada dois anos. Exposições temporárias também são realizadas.